# 神懿王后
神懿王后 韓氏（しんいおうこう かんし、シヌィワンフ ハンシ、신의왕후 한씨、至元3年（1337年）9月 - 洪武24年9月23日（1391年10月21日））は、後の李氏朝鮮の初代国王李成桂の第一夫人。本貫は清州韓氏。

## 生涯
韓氏は高麗後期、和州で生まれ、15歳のころ、2歳上の李成桂と結婚し6男2女を儲け咸州で暮らした。夫は後に開京で第2夫人となる康氏（後の神徳王后）を娶り、彼女は「郷妻」（故郷の妻の意味）と呼ばれ、康氏は「京妻」（きょうさい 都に住む妻の意味）と呼ばれた。これは当時、高麗が一夫多妻制をとった風習であった。だが、韓氏は高麗の中央政界における有力な名門であった康氏と比べ身分が低かった。
1388年、李成桂が遼東征伐に向かう途中、鴨緑江の威化島で引き返す「威化島回軍」という事件を起こし政権を奪取。そのころ彼女は避難し、五男の李芳遠が守った。朝鮮建国の1年前の1391年、55歳で病没。開京郊外の海豊にある斉陵に葬られた。朝鮮建国後、彼女は節妃（せっぴ）と称されてから、次男の定宗により神懿王后と追尊された。1408年、太后に格上げされ、承仁順聖神懿王太后と追尊された。しかし、1683年に宋時烈が事大主義の観点で不適切と上訴し、承仁順聖神懿王后と修正された。

## 家族関係
- 父：安川府院君 景敏公 韓卿
- 母：三韓国大夫人 朔寧申氏
- 夫：李成桂（太祖）
  - 長男：鎮安大君（1354-1394）
  - 次男：定宗（1357-1419）
  - 三男：益安大君（1360-1404）
  - 四男：懐安大君（1364-1421）
  - 五男：太宗（1367-1422）
    - 孫：世宗（第4代国王）

  - 六男：徳安大君（?-1385）
  - 長女：慶慎公主（?-1426、上党府院君 景粛公 李薆に降嫁）
  - 次女：慶善公主（生没年不詳、靑原君 沈淙に降嫁）

## 登場作品
- 開国 （1983年、KBS）演：テ・ヒュンシル
- 太宗イ・バンウォン（2021年-2022年、KBS）演：イェ・スジョン